# Edgar Driver
Edgar Driver (Londres, 1885 – Londres, 1964) foi um ator britânico da era do cinema mudo.

## Filmografia selecionada
- Song of the Plough (1933)
- Say It With Flowers (1934)
- The Admiral's Secret (1934)
- Designing Women (1934)
- The Song of the Road (1937)
- Keep Fit (1937)
- Stepping Toes (1938)
- Sunset in Vienna (1940)
- Old Mother Riley's Circus (1941)
- The Agitator (1945)
- The Grand Escapade (1946)
- Private's Progress (1956)